# Baurenhof
Baurenhof ist eine Einöde auf der Gemarkung Haidgau von Bad Wurzach im Landkreis Ravensburg.

## Lage
Die Siedlung Baurenhof liegt am Südostrand des Haisterkircher Rückens im Naturraum der Riß-Aitrach-Platten (Naturraum-Nr. 41), welcher zur Großlandschaft Donau-Iller-Lech-Platte (Großlandschaft-Nr. 4) gehören.
Geografisch befindet sich der Baurenhof etwa:
- 280 m nördlich von Fischers
- 300 m östlich von Girayen
- 500 m nördlich der L 314
- 620 m südlich des Ortsrands von Ehrensberg
- 1,2 km südwestlich des Ortsrands von Haidgau
- 1,2 km nordöstlich von Mennisweiler[4]

### Biotope und Hydrologie
Die Biotope Waldinsel N Bauernhof, Feldgehölz NW Baurenhof,  Feuchtvegetation W Baurenhof, Gehölzstrukturen in Talsenke W Baurenhof und Feldgehölz und Feuchtvegetation S Baurenhof grenzen direkt an den Ortsrand.
Hydrologisch liegt der Baurenhof im Gewässereinzugsgebiet der Aitrach, welche über Iller und Donau in das Schwarze Meer entwässert.

## Verkehrsanbindung
Baurenhof liegt an einem Gemeindeverbindungsweg, der von der Landesstraße L 314 durch die Siedlung nach Ehrensberg führt. Die L 314 wiederum verbindet Bergatreute über Roßberg, Menisweiler, Zwings und Kimpfler mit Bad Wurzach. Von Ehrensberg aus bestehen Anbindungen nach Norden in Richtung Haisterkirch und nach Westen in Richtung Hittisweiler.

### Öffentlicher Personennahverkehr
Die nächsten Bahnanschlüsse befinden sich in Bad Waldsee und Bad Wurzach. Der Bahnhalt Bad Waldsee ist mit dem Pkw über Ehrensberg und Hittisweiler etwa 7,1 km entfernt. Mit dem Fahrrad beträgt die Strecke über Ehrensberg und das Tannenbühl ca. 7 km, wobei 76 Höhenmeter bergauf und 161 Höhenmeter bergab zu überwinden sind. Der Bahnhof Bad Wurzach ist mit dem Pkw über die L 314 in etwa 6,8 km erreichbar. Mit dem Fahrrad sind es über Baschers und Ziegelbach rund 8,3 km, mit 16 Höhenmetern bergauf und 45 Höhenmetern bergab.

### Radverkehr
Baurenhof ist nicht an das Radnetz Baden-Württemberg angebunden. Die nächsten Anschlüsse an das Netz sind:
- Bei Haisterkirch (über Ehrensberg): 2,9 km entfernt, mit 46 Höhenmetern bergauf und 83 Höhenmetern bergab.[10]
- In Bad Wurzach (über Baschers und Ziegelbach): 8,4 km entfernt, mit 22 Höhenmetern bergauf und 53 Höhenmetern bergab.[11]

## Biotope
An Baurenhof grenzen mehrere Biotope.

### Waldinsel N Bauernhof
Diese 1,0358 Hektar große Waldinsel (1 Teilfläche) ist feldgehölzartig aufgebaut und wird überwiegend von Eschen gebildet und zeichnet sich durch eine reiche Strauchschicht sowie zumeist nitrophytische Bodenvegetation aus. Im Inneren des Gehölzes befindet sich eine Muldenlage, die vermutlich durch früheren Abbau entstanden ist.

### Feldgehölz NW Baurenhof
Dieses kleine Feldgehölz (0,0506 Hektar, 1 Teilfläche) liegt an einer ehemaligen Entnahmestelle oder einem Teich. Eschen dominieren die Baumschicht, während Schlehe und Traubenkirsche eine dichte, mehrstufige Strauch- bzw. zweite Baumschicht bilden.
Die Krautschicht ist aufgrund von Lichtmangel mäßig entwickelt und umfasst unter anderem Echte Nelkenwurz und Fiederzwenke.

### Feuchtvegetation W Baurenhof
Dieses Biotop umfasst 0,3187 Hektar und ist in drei Teilflächen gegliedert.
Die größte Teilfläche (Teilfläche a) ist leicht nach Südosten geneigt und weist im Mittelteil einen Quellbereich mit Nasswiesenvegetation auf, die randlich in Sumpfseggeried übergeht. Die restlichen Bereiche der Fläche werden von waldfreiem Sumpf von Waldsimse und Blaugrüner Binse dominiert, ebenso sind auch mehrere Feldwespennester vorhanden. 
Teilfläche b ist ein waldfreier Sumpf, dominiert von Graugrüner Binse. Die kleinste Teilfläche (c) ist ein Sumpfseggenried in einer Mulde.

### Gehölzstrukturen in Talsenke W Baurenhof
Mit einer Fläche von 0,5830 Hektar handelt es sich um strukturreiche Gehölzbestände entlang eines kleinen Baches. Das Gewässer ist nur abschnittsweise naturnah, teilweise wurde der Lauf begradigt oder verrohrt. Früher war hier ein kleiner Weiher und in den naturnahen Bereichen ist der Bach etwa 1,5 m breit und leicht mäandrierend. Entlang der Bacheinhänge ist das Gehölz als breiter, gewässerbegleitender Auwaldstreifen ausgebildet, dominiert von Schwarzerle und junger Esche. Im höher gelegenen Westteil weist der Bestand Feldgehölzcharakter mit alten Eschen auf.

### Feldgehölz und Feuchtvegetation S Baurenhof
Dieses Biotop erstreckt sich über 0,7856 Hektar und ist in vier Teilflächen gegliedert. Es umfasst Feldgehölz, Feuchtvegetation und gewässerbegleitende Säume in leicht nach Südosten geneigtem Gelände. 
Die Hauptteilfläche (a) liegt an einer ehemaligen Abbaustelle und weist ein strukturreiches Relief auf. Der Hauptbestand ist ein Feldgehölz mit dominierender Esche, daneben Vogelkirsche und Schwarzerle mit üppiger Strauchschicht. Mehrere kleine Rinnsale durchziehen die Fläche und im Westteil befindet sich eine größtenteils verlandete, feuchte Mulde mit Feuchtgebüsch und Schilfröhricht.
Teilfläche (b) ist ein kurzer, gewässerbegleitender Heckenstreifen an einem wasserführenden Graben, welcher von der Schwarzerle dominiert wird.